# Abel Costas Montaño
Abel Costas Montaño (* 25. Mai 1920 in Pocona, Bolivien; † 11. Februar 2015 in Cochabamba) war ein bolivianischer römisch-katholischer Geistlicher und Bischof von Tarija.

## Leben
Abel Costas Montaño empfing am 22. September 1945 die Priesterweihe.
Papst Paul VI. ernannte ihn am 11. November 1968 zum Weihbischof in Cochabamba und Titularbischof von Novi. Der Papst persönlich spendete ihm am 18. Juni desselben Jahres die Bischofsweihe; Mitkonsekratoren waren Sergio Pignedoli, Sekretär der Kongregation für die Evangelisierung der Völker, und Ernesto Civardi, Sekretär der Konsistorialkongregation.
Am 8. November 1973 wurde er durch Paul VI. zum Bischof von Tarija ernannt. Am 20. Oktober 1995 nahm Papst Johannes Paul II. seinen altersbedingten Rücktritt an.

## Schriften
- Novena en honor a Nuestra Señora de Chaguaya. Editorial Offset Franciscana 1995.